# Georges Colomb (Botaniker)

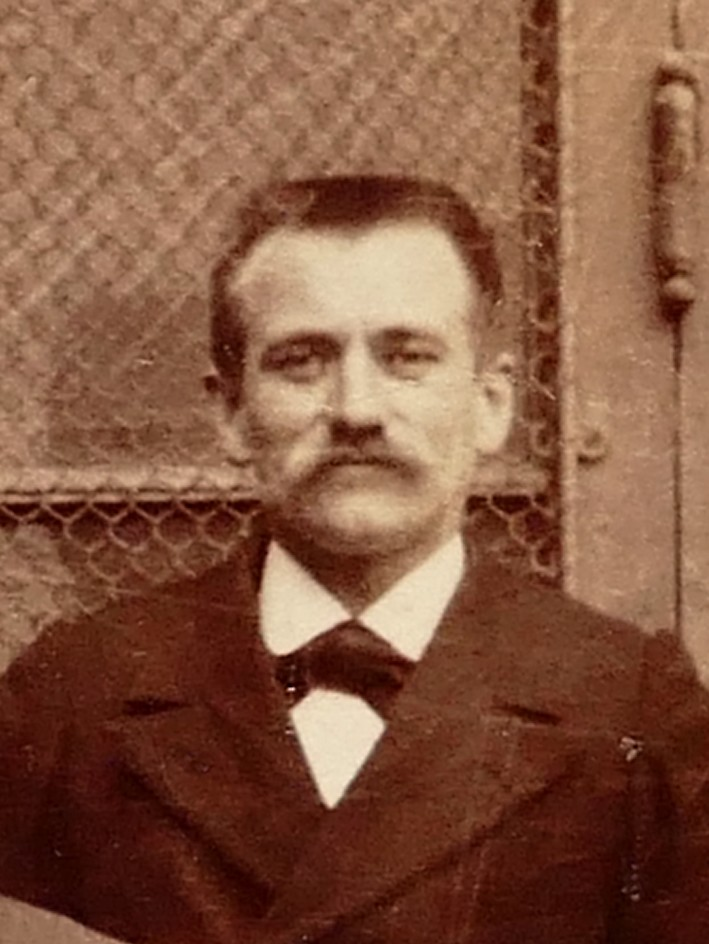
Georges Colomb, etwa 1885

Marie-Louis-Georges Colomb (* 25. Mai 1856 in Lure, Haute-Saône; † 3. Januar 1945 in Nyons) war ein französischer Botaniker und Autor. Seine unter dem Pseudonym Christophe erschienenen gezeichneten Bildergeschichten gelten als die frühesten französischen Comics.

## Leben
Nach dem Baccalauréat, das er sowohl im geistes- als auch im naturwissenschaftlichen Zweig ablegte, wurde Colomb 1878 an der École normale supérieure (ENS) aufgenommen, wo er Abschlüsse in Mathematik, Physik und Naturwissenschaft machte. Er heiratete 1882 Hélène Jacquet. Colomb wurde zunächst Lehrer für Naturwissenschaften am damaligen Lycée impérial Bonaparte (heute Lycée Condorcet) in Paris, 1884 wechselte er an das Lycée Faidherbe in Lille. Mit einer botanischen Arbeit über Nebenblätter promovierte er 1887 zum Docteur ès sciences. Anschließend lehrte er als Übungsleiter für Botanik an der naturwissenschaftlichen Fakultät der Pariser Sorbonne. Ab 1890 war er Vizedirektor des botanischen Labors der École pratique des hautes études (EPHE).
Unter dem Pseudonym Christophe erschienen 1889 seine ersten bandes dessinées (gezeichneten Streifen) über die Familie Fenouillard, eine Frühform des Comics. Populär wurde seine Comic-Serie L'idée fixe du savant Cosinus, die 1893–1899 in der Zeitschrift Le Petit Français illustré erschien und die Abenteuer eines verschrobenen Wissenschaftlers erzählte. Als Maître de conférences (Dozent) an der Universität von Paris veröffentlichte Colomb ab 1902 zahlreiche didaktische Bücher über Naturwissenschaften. Einer seiner Studenten dort war Marcel Proust, dessen botanische Kenntnisse wahrscheinlich auf Colomb zurückgehen. Von 1924 bis 1939 arbeitete Colomb auch als Conférencier (Moderator) bei Radio France.

## Werke
- La Famille Fenouillard (1889–1893)
- Les Facéties du sapeur Camember (1890–1896)
- L'Idée fixe du savant Cosinus (1893–1899)
- Les Malices de Plick et Plock (1893–1904)